# Chambre des pairs

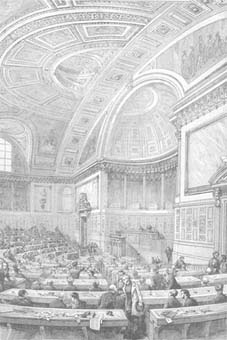
Chambre des pairs

De Chambre des pairs was tussen 1814 en 1848 het hogerhuis van het parlement van Frankrijk. De naam is afgeleid van pair, een titel die oorspronkelijk verwees naar de hoogste Franse edelen die zich Duc et Pair noemden, en die in 1814 opnieuw werd ingesteld.
De Chambre des pairs werd op 4 juni 1814 gecreëerd, en bestond tijdens de Restauraties, de Honderd Dagen, en de Julimonarchie. Aanvankelijk was de functie van pair erfelijk, maar bij de Julirevolutie van 1830 werd deze erfelijkheid afgeschaft.

## Einde
In februari 1848 brak de Februarirevolutie uit. Toen Lodewijk Filips op 24 februari 1848 plotseling aftrad en naar het Verenigd Koninkrijk vluchtte, riep de Nationale Vergadering  de Tweede Franse Republiek uit. De nieuwe constitutie kende een enkelkamerig parlement en de Chambre des pairs werd opgeheven.

## Lijst van voorzitters
| Voorzitters                      | Begin termijn    | Einde termijn    |
| -------------------------------- | ---------------- | ---------------- |
| Charles-Henri Dambray            | 4 juni 1814      | 20 maart 1815    |
| Jean-Jacques-Régis de Cambacérès | 2 juni 1815      | 7 juli 1815      |
| Charles-Henri Dambray            | 12 oktober 1815  | 12 december 1829 |
| Claude-Emmanuel de Pastoret      | 17 december 1829 | 3 augustus 1830  |
| Étienne-Denis Pasquier           | 3 augustus 1830  | 24 februari 1848 |